# Kriterion
Kriterion est une maison d'édition roumaine créée en 1969 à Bucarest pour la promotion du dialogue interculturel.

## Collections
- Téka
- Gordiusz
- Közelképek
- Történelmi Regények
- Romániai Magyar ĺrók
- Erdélyi Műemlékek
- Kincses Könyvtár
- Önálló Kötetek
- Horizont Könyvek
- Orbis
- Biblioteca Kriterion
- Bibliotheca Islamica (fondateur / responsable : George Grigore)
- Biblioteca Rromă (fondateur / responsable : Gheorghe Sarău)